# Американский Красный Крест
Американский Красный Крест (англ. American Red Cross) основан Кларой Бартон с группой единомышленников 21 мая 1881 г. в Вашингтоне.
К. Бартон впервые услышала о возникшем в Швейцарии Международном Движении Красного Креста, посетив Европу после Гражданской войны в Соединенных Штатах Америки. Вернувшись домой она развернула широкую кампанию по организации Американского Общества Красного Креста и по ратификации Женевской Конвенции, защищающей раненых во время войны, которую Соединенные Штаты Америки ратифицировали в 1882 г.
Первый местный филиал Американского Красного Креста был создан 22 августа, 1881 г. в Дэнсвилле (Dansville), штат Нью-Йорк.
Клара Бартон возглавляла Американский Красный Крест на протяжении 23 лет, в течение которых она организовала его участие в национальных и международных операциях по оказанию помощи при различных бедствиях, помогала вооруженным силам США во время Испано-Американской войны и успешно проводила кампанию за признание организации спасательных операций в мирное время частью обязательной работы Международного Движения Красного Креста, так называемая «Американская поправка», что поначалу встретило определенное сопротивление в Европе.
Перед Первой мировой войной, Американский Красный Крест проводил программы по оказанию первой помощи, обеспечению безопасности на воде и организацию медицинской помощи населению медицинскими сестрами. С началом войны отмечается быстрый рост организации. Количество местных филиалов возросло от 107 в 1914 г. до 3 864 в 1918 г. Количество членов выросло с 17 тысяч до более чем 20 миллионов взрослых и около 11 миллионов членов Молодёжного красного Креста.
Население внесло 400 миллионов долларов деньгами и другими видами помощи, чтобы поддержать программы Красного Креста, включая программы помощи для Американских и Союзнических сил и гражданских беженцев.
Красный Крест укомплектовывал больницы и отряды санитарных машин и завербовал 20 000 подготовленных медсестр, для оказания медицинской помощи военным. Кроме того, медсестры Красного Креста принимали самое активное участие в борьбе с всемирной эпидемией гриппа в 1918 году.

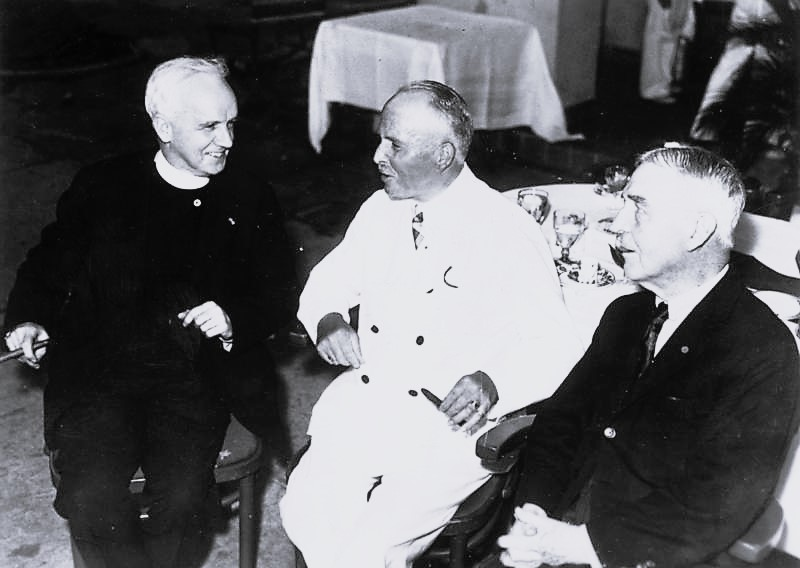
Встреча руководителей Красного Креста в Гонолулу, перед проведением Международного конгресса Красного Креста в Токио. Делегат Джорджтаунского университета Вильям Колеман Невиллс, президент Немецкого Красного Креста Карл Эдуард, герцог Саксен-Кобург-Готский, глава американского Красного Креста Джон Бартон Пэйн, 1934

После войны, Красный Крест сосредоточился на обслуживании ветеранов и расширению программ в обучении вопросам безопасности, профилактики несчастных случаев, уходу на дому за больными и просвещению в вопросах питания. Он также обеспечивал оказание помощи жертвам таких крупных бедствий как наводнение на реке Миссисипи в 1927 году, сильная засуха и Великая депрессия в течение 1930-х годов.
11 ноября 1926 года Американский Красный Крест награждён орденом Эстонского Красного Креста 1 степени.